# Matt Carthy
Pour les articles homonymes, voir Carthy.
Matt Carthy, né le 19 juillet 1977 à Birmingham, est un homme politique irlandais, membre du Sinn Féin.

## Biographie
Il est élu au Parlement européen lors des élections de 2014 dans la circonscription Midlands-North-West. Il siège au sein de la Gauche unitaire européenne/Gauche verte nordique. Il est réélu en 2019.